# Stowe Open 1982
Lo Stowe Open 1982 è stato un torneo di tennis giocato sul cemento. È stata la 5ª edizione del Stowe Open, che fa parte del Volvo Grand Prix 1982. Si è giocato a Stowe negli USA, dal 16 al 22 agosto 1982.

## Campioni

### Singolare
Jay Lapidus ha battuto in finale  Eric Fromm con il punteggio di 6–4, 6–2

### Doppio
Andy Andrews /  John Sadri hanno battuto in finale  Mike Fishbach /  Eric Fromm con il punteggio di 6–3, 6–4